# 시계열 데이터베이스
시계열 데이터베이스(time series database, TSDB)는 '하나 이상의 시간'과 '하나 이상의 값' 쌍을 통해 시계열을 저장하고 서비스하는데 최적화된 소프트웨어 시스템이다. 일부 분야에서 시계열은 프로파일, 커브, 트레이스, 트랜드로 불릴 수 있다. 초기의 여러 시계열 데이터베이스들은 센서 장비(데이터 히스토리언이라고도 함)로부터 측정된 값을 효율적으로 저장할 수 있던 산업 분야와 관련되었으나 지금은 다양한 분야를 지원하는데 사용된다.
다수의 경우 시계열 데이터 저장소는 압축 알고리즘을 활용하여 데이터를 효율적으로 관리한다. 각기 다른 수많은 데이터베이스 유형에서 시계열 데이터 저장이 가능하긴 하지만 시간을 키 인덱스로 가지는 이러한 시스템의 디자인은 관계형 모델의 관계형 데이터베이스와는 분명히 구별한다.

## 시계열 데이터베이스 목록
다음 데이터베이스 시스템은 시계열 데이터 관리에 기능적으로 최적화되어 있다.
| 이름                 | 라이선스                                      | 언어                           | 각주                       |
| -------------------- | --------------------------------------------- | ------------------------------ | -------------------------- |
| Machbase             | 상용 (commercial)                             | C                              | [ 5 ]                      |
| 큐브                 | 아파치 라이선스                               | 자바스크립트                   | [ 7 ]                      |
| DalmatinerDB         | MIT                                           | 얼랭                           | [ 7 ]                      |
| 드루이드             | 아파치 라이선스                               | 자바                           | [ 7 ]                      |
| eXtremeDB            | 상용                                          | SQL, 파이썬, C / C++, 자바, C# | [ 7 ]                      |
| InfluxDB             | MIT. Chronograf AGPLv3, Clustering Commercial | Go                             | [ 7 ] [ 11 ]               |
| 인포믹스 타임시리즈  | 상용                                          | C / C++                        | [ 7 ] [ 12 ]               |
| IRONdb               | 상용                                          | C / C++                        | [ 7 ] [ 13 ]               |
| KairosDB             | 아파치 라이선스                               | 자바                           | [ 7 ]                      |
| Kx kdb+              | 상용                                          | Q                              | [ 7 ]                      |
| OpenTSDB             | GPLv3+                                        | 자바                           | [ 7 ]                      |
| Prometheus           | 아파치 라이선스                               | Go                             | [ 7 ]                      |
| Riak-TS              | 아파치 라이선스                               | 얼랭                           | [ 7 ]                      |
| RRD툴                | GNU 일반 공중 사용 허가서                     | C                              | [ 7 ]                      |
| TimescaleDB          | 아파치 라이선스 (partly/some features)        | C                              | [ 7 ] [ 11 ] [ 17 ] [ 18 ] |
| Whisper (그래파이트) | 아파치 2                                      | 파이썬                         | [ 19 ]                     |

## 같이 보기
- 델타 부호화